# Йоан Кратовски
Йоан Кратовски е виден български книжовник и орнаментатор от XVI век, чиито творби са популярни в Западна България и са оказали силно влияние върху западнобългарските калиграфски центрове.

## Биография
Йоан е свещеник в Кратово през XVI век. Занимава се с преписване и украсяване на църковни книги. Ръкописи на Йоан Кратовски стигат до София, до Рилския манастир, до Кокалянския манастир. Към края на живота си се мести в Крайова, където продължава книжовната и художествената си дейност.
Богато орнаментираните ръкописи на Йоан са в типичния балкански стил, като украсата се отличава със своята свежест. Йоан предпочита медалионни заставки с евангелистите, които съчетава с растителни мотиви от реалистични или стилизирани цветя.

## Произведения
От Йоан Кратовски са запазени:
- Молитвеник от 1526 година;
- Четвероевангелие от 1558 година, в Зографския манастир;
- Четвероевангелие от 1562 година, поръчано от Матей от София, ламбардий на „Света София“ в София, съхранявано в Църковния историко-археологически музей в София;
- Служебник от 1567 година, писан за поп Йоан от София, съхраняван в Рилския манастир;
- Четвероевангелие от 1569 година, в Зографския манастир;[1]
- Четвероевангелие от 1579 година от в Кокалянския манастир, съхранявано в Църковния историко-археологически музей в София;
- Четвероевангелие от 1580 година, писано в Крайова;
- Четвероевангелие от 1583 година, писано в Крайова и други.[2]